# Salsola kali
Salsola kali é uma espécie de planta com flor pertencente à família Chenopodiaceae. 
A autoridade científica da espécie é L., tendo sido publicada em Species Plantarum 1: 222. 1753.
Os seus nomes comuns são barrilha-espinhosa, barrilheira, barrilheira-espinhosa, gramata, soda, soda-espinhosa ou trago-espinhoso.

## Portugal
Trata-se de uma espécie presente no território português, nomeadamente em Portugal Continental, no Arquipélago dos Açores e no Arquipélago da Madeira.
Em termos de naturalidade é nativa das três regiões atrás indicadas.

## Protecção
Não se encontra protegida por legislação portuguesa ou da Comunidade Europeia.

## Sinónimos
Segundo o The Plant List possui os seguintes sinónimos:
- Corispermum pilosum Raf.
- Kali australis (R.Br.) Akhani & Roalson
- Salsola aptera Iljin
- Salsola australis R.Br.
- Salsola australis var. strobilifera (Benth.)
- Salsola brachypteris Moq.
- Salsola kali subsp. austroafricana Aellen
- Salsola kali var. brachypteris (Moq.) Benth.
- Salsola kali var. leptophylla Benth.
- Salsola kali subsp. pontica (Pall.) Mosyakin
- Salsola kali var. pontica Pall.
- Salsola kali var. strobilifera Benth.
- Salsola macrophylla R. Br.
- Salsola pontica (Pall.) Iliin
- Salsola tragus var. australis (R.Br.) Bég.
- Salsola tragus subsp. pontica (Pall.) Rilke

Segundo a Flora Ibérica possui os seguintes sinónimos:
Heterotípicos
- Salsola iberica Sennen & Pau in Sennen
- Salsola kali subsp. ruthenica (Iljin) Soó in Soó & Jáv.
- Salsola kali subsp. tragus (L.) Čelak.
- Salsola ruthenica Iljin in Sorn.
- Salsola tragus subsp. iberica Sennen & Pau in Sennen
- Salsola tragus L.

Sensu
- Salsola rosacea sensu Cav.

## Galeria

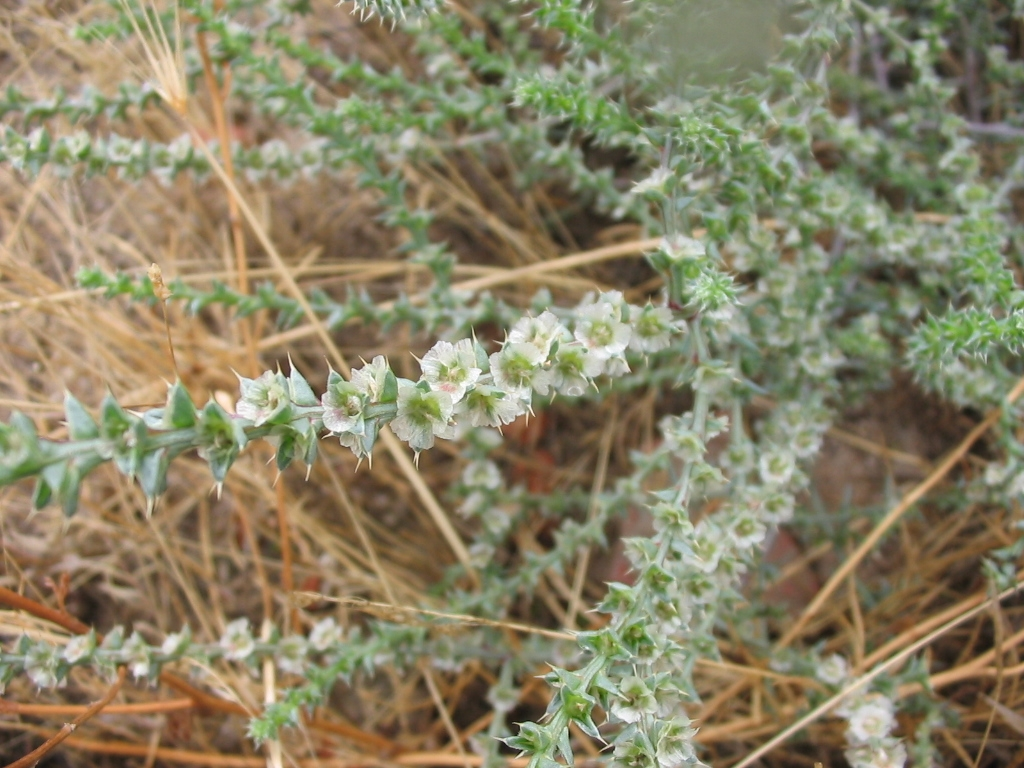
Ramos
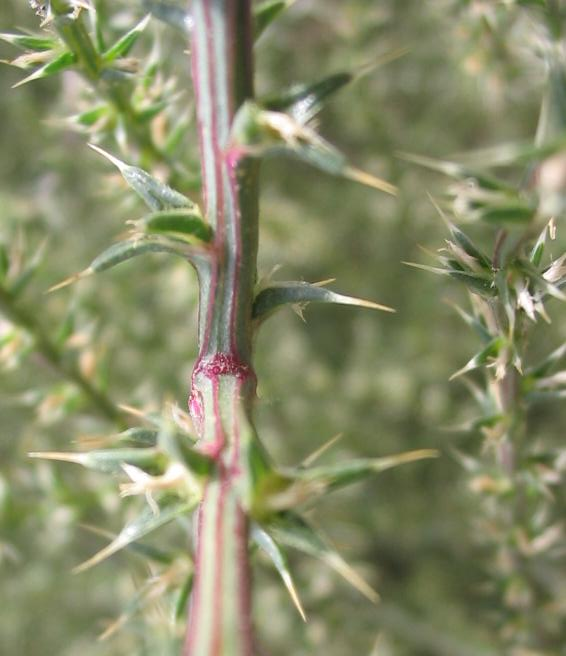
Caule
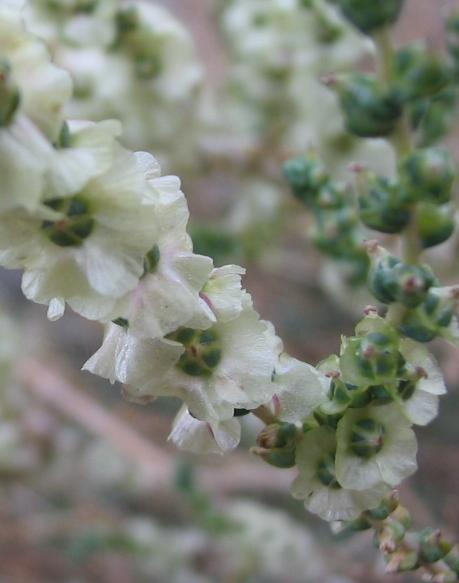
Flores
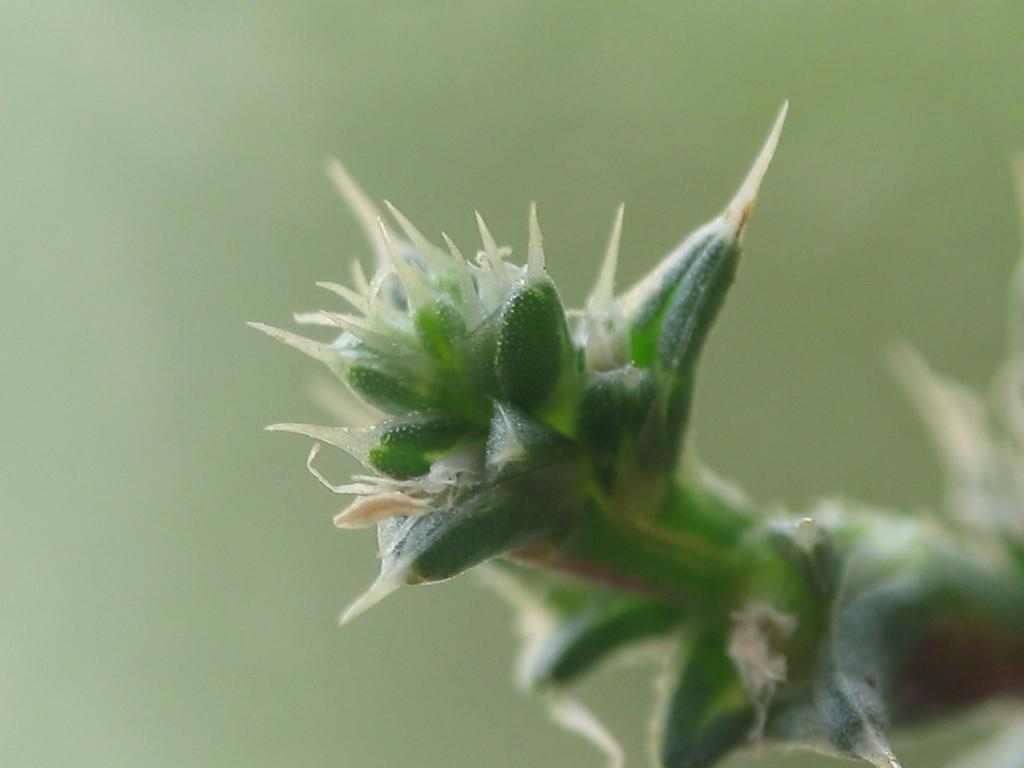
Folhas modificadas